# ルー (小惑星)
ルー (5430 Luu) は小惑星帯の小惑星である。シューメーカー夫妻がパロマー天文台で発見した。
ベトナム生まれのアメリカ合衆国の女性天文学者である、ジェーン・ルーから命名された。